# ردیف بعدی
ردیف بعدی (انگلیسی: Next Aisle Over) یک فیلم کمدی صامت کوتاه به تهیه کنندگی هال روچ است که در سال ۱۹۱۹ منتشر شد.

## بازیگران
- هارولد لوید
- اسناب پالرد
- ببه دنیلز
- سمی بروکس
- لو هاروی
- والاس هاو
- مارگارت جاسلین
- دوروثیا والبرت